# Platyptilia peyrierasi
Platyptilia peyrierasi là một loài bướm đêm thuộc họ Pterophoridae. Nó được tìm thấy ở Madagascar.